# Keaton Henson
Pour les articles homonymes, voir Henson.
Keaton Henson (né le 24 mars 1988) est un musicien folk, artiste et poète britannique. Il est l'auteur de huit albums studios, d'un roman graphique, (Gloaming), d'un livre audio et d'un recueil de poésie. Keaton Henson souffre de troubles de l'anxiété, et par conséquent fait rarement des concerts.
En 2020 Keaton sort un nouvel album, Monument. Inspiré par ses mémoires d'enfance, empreint de nostalgie, et d'une certaine douleur due à l'aggravation de la santé de son père, qui décédera 2 jours avant que l'album soit terminé.
Keaton Henson profite du confinement du Covid-19 pour faire découvrir un nouveau titre de l'album chaque semaine dans une version acoustique diffusée sur les réseaux sociaux.
Le 13 mai 2021, Keaton Henson revient avec un nouveau titre, "Limb". Ce morceau, voix douce et accompagné du piano, a été écrit durant la même période que l'album Monument, mais Henson a estimé qu'il devait  être publié séparément du reste de l'album. "Limb" reste une chanson puissante, porteuse d'une grande complexité émotionnelle.
En juin 2021, Henson sort "Before Growing Old", une chanson annonçant la venue d'un EP appelé "Fragments". Comme à chaque sortie, le titre est accompagné par une vidéo originale animée par Keaton lui-même.
"To Love Lost", le troisième titre de "Fragments" sort le 22 juillet 2021. Ballade celeste, la mélodie dévoile une fois de plus une voix proche de la rupture pour Keaton. 
Le 27 août 2021, Henson dévoile une chanson en duo avec la musicienne américaine Julien Baker. "Marionette" fait partie du EP "Fragments". 

## Discographie

### Albums studios
- 2010 - Dear... (Oak Ten Records)
- 2013 - Birthdays (Oak Ten Records)
- 2014 - Romantic Works (Featuring Ren Ford) (Mercury KX / Decca Music)
- 2016 - Kindly Now (PIAS)
- 2019 - Six Lethargies (Mercury KX / Decca Music)
- 2020 - Monument (PIAS)
- 2021 - Fragments EP (PIAS)
- 2021 - Supernova (Bande Originale du Film Supernova) (Lakeshore Records)
- 2023 - House Party (PIAS)

### Autres projects
BEHAVING
- 2015 - Behaving (Oak Ten Records)